# Veldhuizen (De Meern)
Veldhuizen is een buurt in de woonplaats De Meern, die deel uitmaakt van de wijk Vleuten-De Meern in de gemeente Utrecht. Van alle buurten in deze gemeente heeft Veldhuizen de meeste inwoners, namelijk ongeveer 9.300.

## Geografie
Veldhuizen ligt in het westen van De Meern. De omringende buurten zijn Vleuterweide Zuid en De Meern Noord in het noorden en De Meern Zuid in het oosten en zuiden. Deze drie buurten liggen in de gemeente Utrecht. In het westen grenst Veldhuizen aan Harmelen, gemeente Woerden. Aan de zuidelijke rand van Veldhuizen ligt de autosnelweg A12. Aan de andere zijde van de A12 ligt de tot De Meern Zuid behorende buurtschap Reijerscop.
De naam is ontleend aan de voormalige gemeente Veldhuizen, een in 1954 opgeheven gemeente. Deze gemeente bestond uit de Meerndijk, de polder Veldhuizen en het grootste deel van de polder (tevens buurtschap) Reijerscop. De vroegere polder Veldhuizen is thans volgebouwd. Dit gebied, gelegen ten westen van de Meerndijk, telt ongeveer 12.500 inwoners, van wie circa 3.000 direct ten westen van de Meerndijk in De Meern Zuid wonen. Verder naar het westen, voorbij het Kloosterpark, ligt de buurt Veldhuizen met ruim 3.000 woningen, waarvan de meeste zijn gebouwd in de periode 1997-2003. Veldhuizen is onderverdeeld in de 'sub-buurten' Veldhuizen Noord, Veldhuizen Zuid en De Balije. Van deze drie is De Balije de jongste; de woningen daar zijn na 2003 gebouwd.
Door de vele groen- en waterpartijen is Veldhuizen onderverdeeld in kleinere eenheden met elk een eigen karakter en een eigen naam, die op de straatnaambordjes onder de straatnaam is vermeld. Veldhuizen Noord is onderverdeeld in, van oost naar west, Polderland, Waterland en Rijnland. In Polderland eindigen de straatnamen op -polder. In Waterland en Rijnland zijn de straten genoemd naar kleine rivieren en watergangen in het westelijk deel van Nederland. Veldhuizen Zuid is onderverdeeld in Hoogland, dat inderdaad het hoogst gelegen deel van Veldhuizen is en waar de straatnamen op -berg eindigen, het ten zuiden hiervan gelegen Laagland met straten genoemd naar kruiden en Eiland in het zuidwesten met straatnamen eindigend op -plaat of -plaatjes.

## Bereikbaarheid
Vanaf de A12 leidt de afrit De Meern West naar Veldhuizen.
Er rijden met hoge frequentie stadsbussen van Veldhuizen naar Utrecht en Vleuten. Sommige bussen naar Vleuten rijden verder naar Kasteel De Haar. De rit van Veldhuizen naar treinstation Vleuten duurt minder dan 10 minuten. De bussen naar station Utrecht Centraal doen er ongeveer 20 minuten over. Deze bussen doen de bushaltes Meernbrug en De Meern Oost aan, waar kan worden overgestapt naar onder andere Montfoort, Gouda en de universiteitswijk De Uithof in Utrecht. Harmelen en Woerden hebben een rechtstreekse busverbinding met Veldhuizen met een half-uur-frequentie op werkdagen overdag.

## Onderdeel van Project Leidsche Rijn
Hoewel Veldhuizen niet in de wijk Leidsche Rijn ligt, is deze buurt een van de bouwlocaties van de grote stadsuitbreiding van Utrecht, die bekend staat als het Project Leidsche Rijn. Veldhuizen is van alle bouwlocaties van dit project de oudste. De bouwactiviteiten begonnen hier in 1997. Veldhuizen behoorde toen tot de gemeente Vleuten-De Meern. Op de datum waarop Vleuten-De Meern werd ingelijfd bij Utrecht, 1 januari 2001, was al een groot deel van deze buurt gerealiseerd.

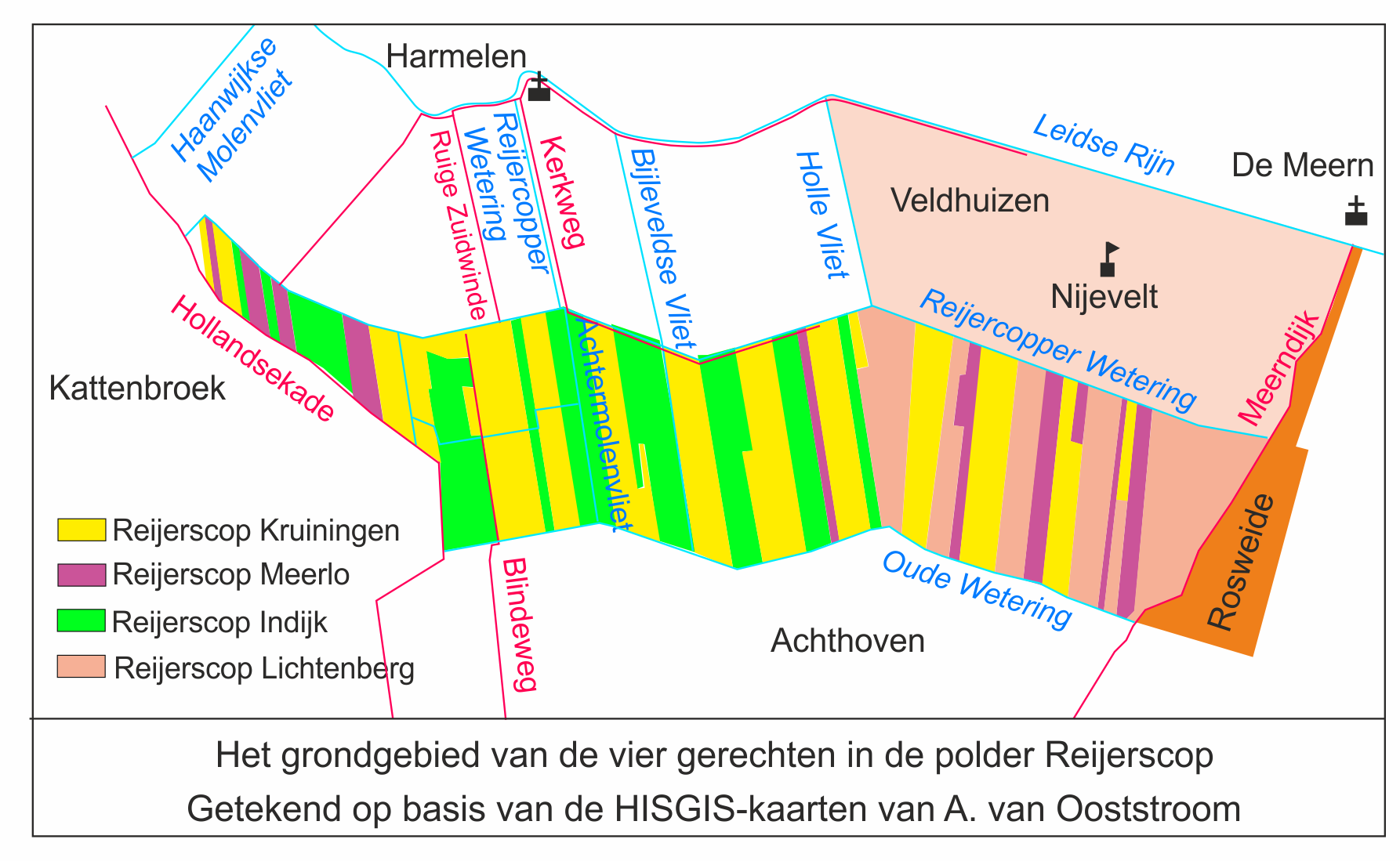

## Geschiedenis
Het middeleeuwse gerecht Veldhuizen viel samen met de polder Veldhuizen. In de loop der tijd smolt het gerecht Veldhuizen samen met het gerecht Rosweide en het gerecht Reijerscop Lichtenberg. Dit laatste gerecht bestond niet uit een aaneengesloten gebied, maar uit een serie afzonderlijke percelen. Later werd dit gerecht ook wel Reijerscop Veldhuizen genoemd.
Tijdens de Bataafse Republiek werd er in 1798 een uitgebreide gemeentelijke herindeling uitgevoerd. Veldhuizen, Rosweide en Reijerscop Lichtenberg werden bij Harmelen gevoegd. Omdat de herindelingen tot een bestuurlijke chaos leidden, werd de oude toestand in 1801 hersteld. Nadat Nederland in 1810 deel was geworden van Frankrijk, werd Veldhuizen per 1-1-1812 opnieuw ingedeeld bij Harmelen.
Per 1-1-1818 werden Veldhuizen en Rosweide weer losgemaakt van Harmelen. De chaotische toestand in Reijerscop werd niet meer hersteld. De polder ten oosten van de Achtermolenvliet werd bij Veldhuizen gevoegd, de rest bij de gemeente Indijk.
Aan de zelfstandigheid van Veldhuizen kwam per 1-1-1954 een einde, doordat Veldhuizen opging in de nieuwe gemeente Vleuten-De Meern.
De meeste huizen van de kleine gemeente Veldhuizen stonden aan de Meerndijk in het dorp De Meern. Ten westen daarvan lagen de polders Veldhuizen en Reijerscop. De boerderijen in Reijerscop staan aan de buurtweg met dezelfde naam. In de polder Veldhuizen werden de boerderijen niet gebouwd aan de ontginningsbasis, de wetering die later is verbreed tot de huidige Leidse Rijn, maar op de hoger gelegen stroomrug van een toen al verdwenen tak van de rivier de Rijn.
De belangrijkste hofstede was Nijeveld, spreek uit: Nie(uw)veld. Deze lag er al in 1288. Van hieruit werd het omliggende gebied bestuurd, vanaf 1311 tot 1536 door leden van de familie Van Zuylen. In deze periode werd Veldhuizen een heerlijkheid en werd de hofstede verbouwd tot een kasteel. In 1356 werd dit door brand verwoest tijdens een conflict tussen het Graafschap Holland en de bisschop van Utrecht. Daarna werd het weer opgebouwd, maar de politieke twisten duurden voort. Uiteindelijk ging Nijeveld ten onder aan verval. De schamele resten ervan liggen in het De Milan Viscontipark, midden in het huidige Veldhuizen. De naamgever van dit park, Gijsbert Franco de Milan Visconti (1693-1780), kocht in 1710 het in verval geraakte kasteel en liet een ontwerp maken voor de aanleg van een Franse tuin en de restauratie van het kasteel. Ofschoon hij zeer vermogend was, is dit plan nooit uitgevoerd.
Voor een uitgebreide geschiedenis van Veldhuizen en omgeving wordt verwezen naar Geschiedenis van De Meern.

## Archeologische opgravingen
In de buurt Veldhuizen zijn in 1997 en ook daarna belangrijke vondsten gedaan bij archeologische opgravingen. Er zijn Romeinse schepen aangetroffen.
De meest spectaculaire vondst, een relatief ongeschonden schip uit de 2e eeuw, is tentoongesteld in Castellum Hoge Woerd in De Meern. Ook zijn in Veldhuizen sporen gevonden van de Romeinse grensweg. Zie Schepen van De Meern voor meer informatie over deze archeologische vondsten.
Haarzicht · Haarzuilens · De Meern · Oudenrijn · Rijnenburg · Veldhuizen · Vleuten · Vleuterweide · De Woerd